# Rue Truffaut
Ne doit pas être confondu avec Rue François-Truffaut.
La rue Truffaut est une voie du 17e arrondissement de Paris.

## Situation et accès

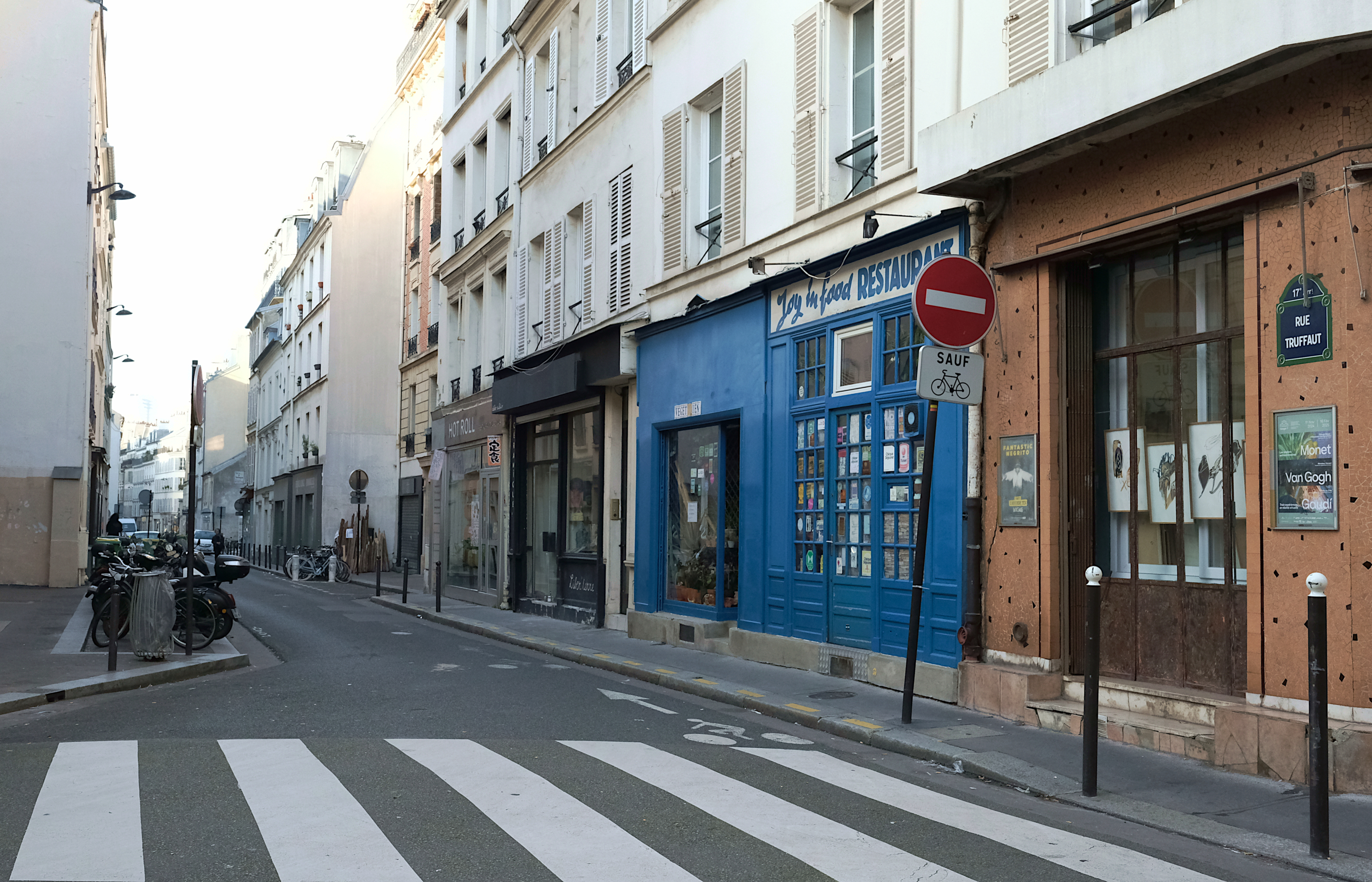
La rue Truffaut à proximité de la rue des Dames.

La rue Truffaut, située dans le quartier des Batignolles, débute au no 34, rue des Dames et se termine au no 154, rue Cardinet. 
Elle est desservie par les lignes 13 aux stations Brochant, La Fourche et Place de Clichy, 14 à la station Pont Cardinet et 2 aux stations Place de Clichy et Rome.

## Origine du nom
Elle tient son nom d'un propriétaire local.

## Historique
La voie est ouverte en 1845 entre la rue des Moines et la rue Cardinet sur les terrains de la commune des Batignolles-Monceau dont elle abritera la mairie jusqu'en 1860, date de son rattachement et son intégration dans la voirie parisienne par un décret du 23 mai 1863.

## Bâtiments remarquables et lieux de mémoire
- Jusqu'en 1849, la mairie de la commune de Batignolles-Monceau se trouvait au no 50 de cette rue.
- Émile Zola habita de 1868 à 1869 au no 23 de la rue[2] dans un pavillon où il écrivit Madeleine Férat[3].
- ESF éditeur se trouva jusqu'à la fin des années 1990 au no 23 de la rue.
- Peter Orlando avait son atelier dans la rue dans les années 1980.
- Aux nos 19-21 se trouve le commissariat de police du 17e arrondissement.
- Au no 77 se situe l'école privée Sainte-Marie des Batignolles[4].